# Bertha của Kent
Saint Bertha, Thánh Bertha hoặc Saint Altheberge (565? - 601?) là Vương hậu xứ Kent có ảnh hưởng dẫn đến Kitô giáo hóa Anglo-Saxon Anh. Bà được phong thánh như một vị thánh với vai trò của mình trong việc thành lập trong thời kỳ lịch sử Anh.